# دوري سيراليون الوطني الممتاز
الرابطة الوطنية السيراليونية الأولى لكرة القدم هي مسابقة كرة القدم بين أندية السيراليون .
البطل الحالي هو نادي بورتس أوثوريتي.